# Яковлева, Маргарита Евгеньевна
Маргари́та Евге́ньевна Я́ковлева (27 августа 1981, Киев) — украинская журналистка, прозаик, поэтесса, фотохудожник. Автор журналистских расследований в сфере финансов, экономики, телекоммуникаций. В 2013—2017 годах была редактором отдела Экономика украинского журнала Forbes. До 2018 года работала под псевдонимом Маргарита Ормоцадзе.
Председатель Ревизионной комиссии Независимого медиа-профсоюза Украины.

## Биография
Родилась в Киеве, киевлянка в пятом поколении. Опекун Маргариты — дедушка, Валерий Александрович Яковлев, преподаватель математики, был профессором в Алжире. Её двоюродный дядя — Ребров Юрий Васильевич, украинский изобретатель и инженер. В детстве жила в Сухуми.
Среднее образование получила в Школе-лаборатории № 24 АПН Украины (сейчас Специализированная школа І-ІІІ ступеней № 24 имени Александра Билаша с углублённым изучением иностранных языков Шевченковского района города Киева). Высшее образование получила в Национальном техническом университете Украины «Киевский политехнический институт» (1998—2004), по специальности — инженер компьютерных систем, системный аналитик.
С 2005 года работает журналисткой:
- 2004—2005 — Министерство юстиции Украины, администратор сайта,
- 2006—2007 — ежедневная газета Дело, обозреватель страхового рынка,
- 2007—2009 — ЗАО «Картель», финансовый корреспондент еженедельника «Деловая столица», обозреватель журнала «Власть денег»
- 2009—2010 — редактор рубрики «Экономика», экономический обозреватель в журнале «Фокус»[3],
- 2010—2012 — обозреватель финансового и телекоммуникационного рынков в журнале Власть денег,
- с сентября 2013 года по февраль 2017 года — редактор отдела «Финансы», редактор рубрики «Мир» журнала «Forbes (Украина)»[4].

Автор статей в журналах The Ukrainian, «Український тиждень», «Инвестгазета», Weekly.ua, , еженедельнике «Кометарі», газете «Сегодня».
В 2007 страховая компания «PZU Украина» подавала иск к еженедельнику «Деловая столица» из-за статьи Маргариты Ормоцадзе «Отпетые КАСКОдеры».
В 2009 руководитель одного из украинских банков подал иск на еженедельник «Власть денег» и Маргариту Ормоцадзе за статью «Призрак 90-х», в которой упоминалось предыдущее место работы банкира в обанкротившемся банке Украины.

## Творчество

### Фотоискусство
Участница фестивалей современного искусства Гогольfest 2007 года (экспозиция Иконостас для Гоголя) и Гогольfest 2008 (экспозиция Душелюбы) в Художественном Арсенале в Киеве.
В марте-апреле 2015 года в Национальной академии наук Украины проходила выставка «Фотодневник Марго Ормоцадзе. КРАСКИ.СВЕТ».
В феврале-марте 2016 года в Тель-Авиве и Бат-Яме состоялась выставка Between War and Peace: Ukraine — Israel, в которой были представлены фото Маргариты Ормоцадзе. Затем выставка проходила в городах Украины — Киеве, Харькове, Львове.

## Общественная деятельность
Член Независимого медиа-профсоюза Украины (с 2006) и Международной федерации журналистов (с 2007). Избрана председателем Ревизионной комиссии Независимого медиа-профсоюза Украины с августа 2016 года.
В 2009 году вместе с украинским писателем Станиславом Цаликом основала Киевский клуб — объединение людей, интересующихся историей Киева.

## Отличия
- Многократный победитель и призёр Международного конкурса «Премия деловых кругов РгеѕѕЗвание» в номинации «Страхование» (победитель), «Уважение коллег», «Бизнес и общество» (2008)[20], «Телекоммуникации» (2011), «Банки. Финансы. Инвестиции» (2014).